# 玉环广柑
玉环广柑，又名玉橙、玉环橙，是芸香科柑桔属的优良品种，也是浙江省玉环市三大传统名果之一。它酷似美国的葡萄柚，而据浙江省柑桔研究所与美国南佛罗里达大学合作测定，其主要营养成分超过葡萄柚。

## 概况
广柑是芸香科柑桔属的品种，被人们称为甜橙或者黄果，品种很多，主要分布在中国大陆南方。玉环广柑在玉环当地有500多年的栽培历史，是当地的特色农产品，也是玉环市的三大传统名果之一（其他两个为玉环文旦、玉环长柿）。玉环广柑为芸香科柑橘属常绿小乔木或灌木，喜温暖、不耐寒，要求种植的土质肥沃且透水、透气性好。果实为扁球形，橙黄色或橙红色，果皮薄、容易剥离。春季开花、12月前后成熟。玉环广柑果实大小适中，汁多、味浓有清香，口味以甜酸为主。玉环广柑酷似美国的葡萄柚，而据浙江省柑桔研究所与美国南佛罗里达大学合作测定，玉环广柑的主要营养成分超过葡萄柚。
广柑具有理气去火、润肺、清肠、促进消化的功效，当地民众以玉橙果实治感冒头痛、发热、鼻塞咳嗽、咽喉肿痛等病。此外，玉环广柑能抑制与致癌有关的反转录酶的活性，从而具有抗癌的作用；还具有强化血管壁，预防高血压、中风的作用。

## 产地
玉环的清港、楚门、沙门、龙溪、大麦屿等地为主产地，其中清港的徐都、扫帚山为集中。清港镇还有一个樟岙水果专业村，专门种植包括广柑在内的多种水果。1988年，玉环共有玉橙面积3200亩、投产1500亩，年产1500吨。21世纪以来，龙溪镇多地实施高山移民，并复耕荒地，种植广柑等水果。目前，当地农民计划将玉环广柑做成礼盒、礼品，或进行深加工制成广柑饮料；并成立公司，扩大种植面积。另外，在玉环漩门湾国家湿地公园内设广柑园，既有农户种植，也有游客前来采摘。